# Säldöden

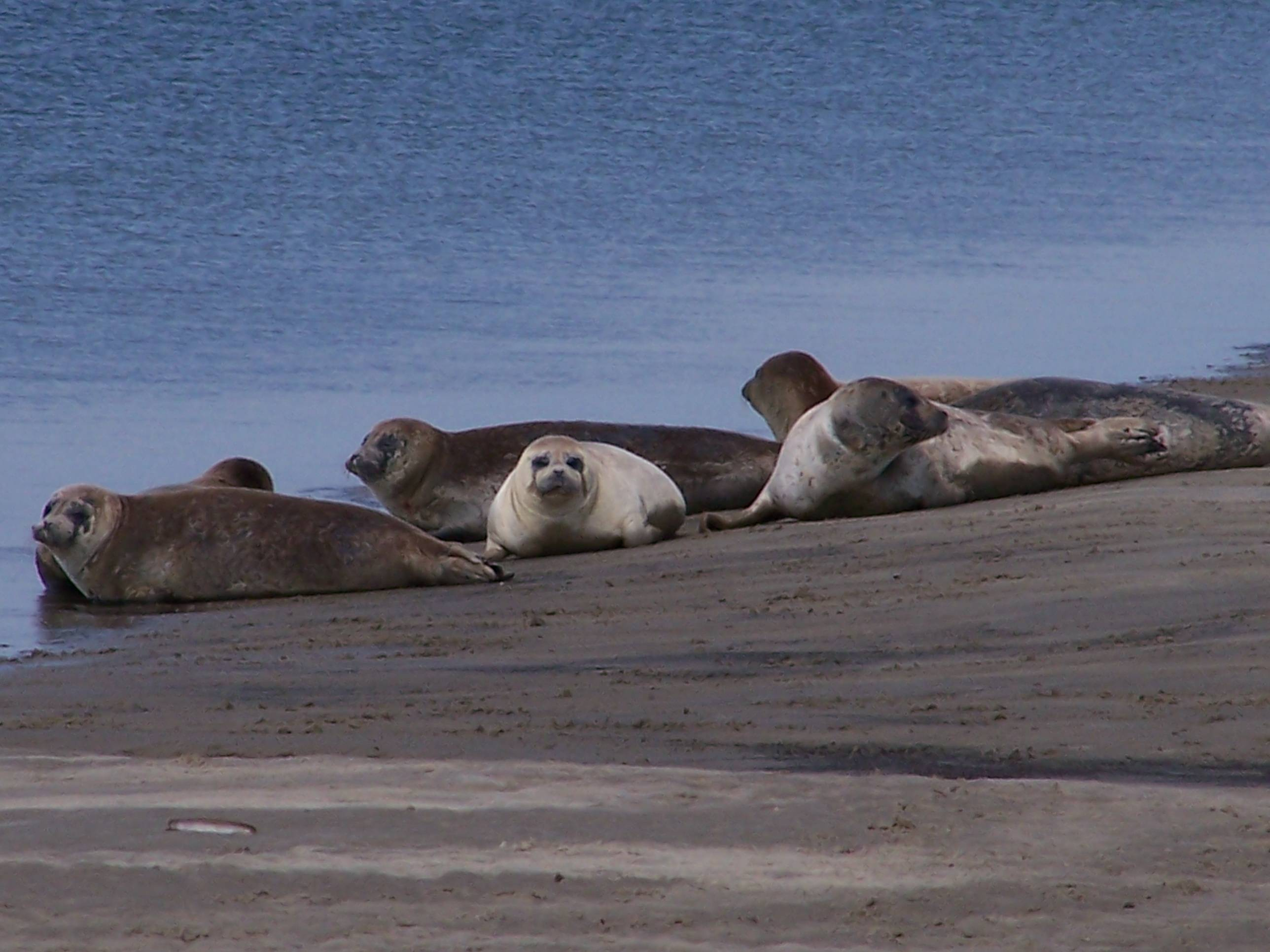
Knubbsälar

Säldöden eller sälpest är en sjukdom som drabbar sälar, främst knubbsäl (Phoca vitulina), och som orsakas av viruset PDV (Phocine Distemper Virus) som är en variant av valpsjukevirus. Det har förekommit tre utbrott av säldöd åren 1988, 2002 och 2007.

## Ursprung och spridningsvägar
Viruset var inte känt innan 1988, men det förekom hos grönlandssäl (Pagophilus groenlandica,) som dock inte blir allvarligt sjuk av det. Man tror att viruset smittades till knubbsäl genom en större massvandring av grönlandssäl kring 1987-1988.
De tre dokumenterade utbrotten av säldöd har haft sin början på den danska ön Anholt i Kattegatt.
Man har dokumenterat att olika knubbsälskolonier smittats med bara några veckors mellanrum. Eftersom knubbsälen är ett förhållandevis stationärt djur tror man idag att smittan förs vidare av de långsimmande gråsälarna (Halichoerus grypus) som inte alls blir lika drabbade av viruset som knubbsälar. Just ön Anholt är en av de få platser där både knubbsäl och gråsäl förekommer tillsammans.

## Dödlighet
I Skagerrak har dödligheten varit så hög som 60 procent medan den bara var några procent längs norska och skotska kusten under de båda utbrotten. Varför det skiljer sig så markant är forskarna osäkra på, men man tror att nedsatt immunförsvar på grund av miljögifter i Skagerrak kan spela roll. De kan också bero på genetiska skillnader.
Under utbrottet 1988 dog 23,000 sälar och 2002 mer än 30,000 runt om i Europa.
I förteckning nedan kan man se antal sälar på land och i vatten räknade från flygplan i Kattegatt, Skagerrak och Danska Bälten före och efter säldöden.
| År   | Antal före | Antal efter |
| ---- | ---------- | ----------- |
| 1988 | 8 920 st   | 4 463 st    |
| 2002 | 18 619 st  | 11 280 st   |
| 2005 | 14 414 st  |             |

## Symptom
Knubbsälar som drabbas får feber och hosta och utvecklar akut lunginflammation. Luft pressas ut i vävnaderna runt lungorna vilket gör att sälen inte kan dyka. De flesta sälar dör inom 2 veckor.

## Immunitet
Vid varje utbrott blir ett visst antal sälar immuna mot viruset. 2002 var endast sju procent immuna, vilket innebär att de hade överlevt utbrottet 1988. När antalet immuna sälar sjunker ökar risken för en ny epidemi. Risken för massdöd ökar efter 10 år.